# П'ять пенні (Фінляндія)
П’ять пенні (фін. 5 penniä) — в минулому розмінна монета Фінляндії. До переходу Фінляндії, 1 січня 2002 році на євро, 5 пенні була обіговою монетою у країні. Була в обігу в 1865 —2002 роках. 5 пенні дорівнювало 1/20 фінляндської марки.

## Історія
До 1917 року, Фінляндія входила до складу Російської імперії як Велике князівство Фінляндське, російські імператори, вважалися також за великих князів Фінляндських. Ця адміністративно-територіальна одиниця мала деяку автономію, що в тому числі знайшло відображення у тому, що усі написи на грошових одиницях були фінською мовою.
Маніфестом від 23 березня (4 квітня) 1860 року «Про зміну монетної одиниці для Великого князівства Фінляндського» фінляндському банку дозволено карбувати «особливу» монету - марку (MARKKA), розділену на 100 пенні (PENNIÄ). 

### Випуски 1865—1870, 1872—1875
5 пенні Великого князівства Фінляндського — мідна монета діаметром 25 мм, вагою 6,5 г.
На аверсі розміщувався вензель великого князя Фінляндського Олександра II (A II), під короною.
На реверсі фінською мовою позначення номіналу «5 PENNIÄ», а також дата карбування монети.

### Випуски 1888—1892
На аверсі розміщувався вензель нового великого князя Фінляндського Олександра III (A III), під короною.
Зображення реверсу зосталося як і на попередньому типі монет.
Діаметр та вага монет також не змінилася.

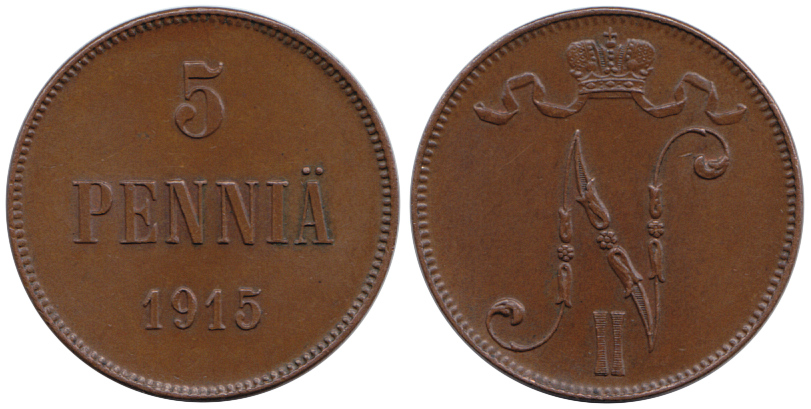
5 пенні 1915 року, мідь, діаметр 25 мм, вага 6.4 г.

### Випуски 1896—1917
На аверсі розміщувався вензель нового великого князя Фінляндського Миколи II (N II), під короною.
Зображення реверсу зосталося як і на попередньому типі монет.
Діаметр та вага монет також не змінилася.

### Випуск 1917
У 1917 році, відбувся випуск монет зміненого вигляду. Здебільшого вони нагадували імперські монети, але були внесені деякі зміни. Аверс монет 1, 5 та 10 пенні став виглядати як у монет 25 та 50 пенні. Розміри, вага, та використаний при карбуванні матеріал були такі ж як й за часів Російської імперії (стопа не змінилася).
На аверсі розміщувалося зображення герба Великого князівства Фінляндського, але орел був позбавлений корон. На відміну від вищих номіналів, не було клейма мінцмейстера. Композиція була обведена колом.
Реверс  та гурт залишилися такими, як на попередніх випусках монет.

### Випуск 1918-1940
5 пенні Фінляндії – мідна монета діаметром 18 мм, вагою 2,5  г.
На аверсі розміщувався герб Фінляндії, фінський коронований лев, який тримає у руці, одягнуту в лати, меч; який стоїть на шаблі. З обох боків від лева розміщено рік випуску монети, сам лев був на фоні квітів. 
На реверсі фінською мовою позначення номіналу «5 PENNIÄ» , з обох боків від якого по п’ятипелюстковій квітці.

### Випуск 1941-1943
Значно змінився вигляд монети. Всередині монети з’явився отвір, а герб змінився на рослинний орнамент. Діаметр монети становив 16 мм, вага дорівнювала 2,55 г. Матеріалом для монети була мідь.
На аверсі розімкнутий вінок, зверху якого п’ятипелюсткова квітка, з обох боків від вінка дата карбування монети.
На реверсі фінською мовою позначення номіналу «5 PENNIÄ» , з обох боків від отвору  по п’ятипелюстковій квітці.

### Випуск 1963-1977
У 1963 році пройшла реформа грошової системи Фінляндії. Була переглянута система грошових одиниць пенні, замість попередніх номіналів (1, 5, 10, 25 та 50 пенні), були введені частково нові (1, 5, 10, 20 і 50 пенні). Також змінився вигляд монет.  5 пенні карбувалися з міді. Діаметр монети становив 18,5 мм, вага дорівнювала  2,6  г.
На аверсі розміщувалося зображення традиційного візерунку (сучасне світове використання дорожній знак «пам’ятки»), знизу якого розміщувався рік карбування монети. По колу монети розміщувався напис «SUOMEN TASAVALTA». 
На реверсі фінською мовою позначення номіналу «5 PENNIÄ» , обидві сторони від цифри символічні малюнки рук у рукостисканні.

### Випуск 1977-1990
З 1983 року 5 пенні карбувалися з алюмінію зображення аверсу та реверсу, зосталися як на монетах стандарту 1963 року. При діаметрі монети у 18 мм, її вага дорівнювала  0,8 г.